# Цілліс-Райшен
Цілліс-Райшен (нім. Zillis-Reischen) — громада  в Швейцарії в кантоні Граубюнден, регіон Віамала.

## Географія
Громада розташована на відстані близько 160 км на схід від Берна, 26 км на південь від Кура.
Цілліс-Райшен має площу 24,5 км², з яких на 2% дозволяється будівництво (житлове та будівництво доріг), 32,8% використовуються в сільськогосподарських цілях, 44,9% зайнято лісами, 20,3% не є продуктивними (річки, льодовики або гори).

## Демографія
2019 року в громаді мешкало 396 осіб (-11,6% порівняно з 2010 роком), іноземців було 16,9%. Густота населення становила 16 осіб/км².
За віковим діапазоном населення розподілялося таким чином: 17,9% — особи молодші 20 років, 61,6% — особи у віці 20—64 років, 20,5% — особи у віці 65 років та старші. Було 178 помешкань (у середньому 2,2 особи в помешканні).
Із загальної кількості 185 працюючих 29 було зайнятих в первинному секторі, 96 — в обробній промисловості, 60 — в галузі послуг.